# Guillermo Manuel Ungo
Guillermo Manuel Ungo (San Salvador, 3 de septiembre de 1931 - Ciudad de México, 28 de febrero de 1991) fue un político salvadoreño, considerado un líder histórico del movimiento socialdemócrata de El Salvador. 

## Biografía
Nació en San Salvador, en el seno de una familia de clase media. Sus padres eran propietarios de una imprenta que él heredó. Estudio Jurisprudencia en la Universidad de El Salvador donde fue dirigente de los grupos estudiantiles llegando a ser Presidente de la Asamblea General Universitaria, además de desempeñarse entre 1965 y 1970 como catedrático de derecho en la misma Universidad Nacional. En 1968 participó en la fundación del partido "Movimiento Nacional Revolucionario" (MNR) de ideología socialdemócrata. El MNR surgió como fuerza de izquierda moderada al régimen militar del derechista Partido de Conciliación Nacional (PCN). En septiembre de 1969, Ungo fue elegido Secretario General del MNR, cargo que desempeñó hasta su muerte. Fue padre de Carlos Enrique Ungo, Ana Elena Ungo y Guillermo Rafael Ungo.
En 1972, Guillermo Ungo condujo a su partido a una alianza estratégica con el Partido Demócrata Cristiano y la Unión Democrática Nacionalista, formando la coalición UNO (Unión Nacional Opositora). La UNO se presentó a los comicios presidenciales del 20 de febrero de 1972, llevando como candidato a presidente a José Napoleón Duarte y a vicepresidente a Guillermo Ungo. Tras las elecciones la UNO denunció un fraude electoral en favor del candidato oficialista Arturo Armando Molina. Pocas semanas después, el 25 de marzo de 1972, un grupo de militares intentó realizar un golpe de Estado en apoyo a la UNO. Al fracasar este movimiento, Duarte y Ungo, líderes de la oposición, tuvieron que exiliarse.  
Ungo se exilió en Venezuela y Costa Rica durante algunos meses, pero volvió al país a finales de 1972. La UNO continuó participando como alianza política y electoral, en los comicios presidenciales de 1977, donde también hubo graves denuncias de fraude electoral para imponer al candidato del PCN, general Carlos Humberto Romero, declarado oficialmente ganador. 
El 15 de octubre de 1979, un golpe de Estado, impulsando por el llamado movimiento de la Juventud Militar, derrocó al general Romero y puso fin a los gobiernos del PCN. Con la caída del gobierno dictatorial del presidente Romero, los partidos de oposición fueron llamados a formar parte de un nuevo gobierno junto con los representantes de la Juventud Militar. Las fuerzas opositoras propusieron a Guillermo Manuel Ungo como su delegado para integrar la Junta Revolucionaria de Gobierno. Fue así como se integró en la Junta junto con otros dos civiles, Mario Antonio Andino y Román Mayorga Quiroz, 4 días después.
La Junta prometió iniciar un proceso democrático y realizar reformas sociales pero éstas no pudieron realizarse a causa de las divisiones en el interior del nuevo gobierno y a la oposición de los grupos ultraconservadores. El 5 de enero de 1980, Ungo renunció a su cargo dentro de la Junta junto con los demás civiles y tuvo que exiliarse en México junto con otros líderes del MNR.
En abril de 1980, el MNR, junto con otras organizaciones políticas de izquierda conformaron la coalición del Frente Democrático Revolucionario (FDR). El 27 de noviembre de 1980 fue asesinado el presidente del FDR, Enrique Álvarez Córdova, junto con otros dirigentes de la coalición en una acción atribuida a los escuadrones de la muerte.
Guillermo Ungo fue elegido como nuevo presidente del FDR. Durante la guerra civil defendió la alianza entre el FMLN y el FDR y desarrolló labores diplomáticas en representación de los grupos de izquierda salvadoreña. Fue elegido vicepresidente de la Internacional Socialista en 1986.
Ungo encabezó la delegación oficial del FMLN-FDR en los encuentros de diálogo con el gobierno de El Salvador, en La Palma, Chalatenango (octubre de 1984) y en la Nunciatura Apostólica de San Salvador (octubre de 1987), los primeros en que se planteó una solución negociada al conflicto armado del país. 
Regresó a El Salvador en 1987 y fue candidato presidencial del FDR, que se transformó en el partido Convergencia Democrática, en los comicios de marzo de 1989. 
Falleció de cáncer en la Ciudad de México el 28 de febrero de 1991.